# Andricus panteli
Andricus panteli är en stekelart som beskrevs av Jean-Jacques Kieffer 1896. Andricus panteli ingår i släktet Andricus och familjen gallsteklar. Inga underarter finns listade i Catalogue of Life.